# شگ‌ماهی پشت‌سیاه
شگ ماهی پشت سیاه یا دیوانه یا به اصطلاح محلی زالوم Caspialosa kessleri) Grimm) بدن دراز و کشیده و حداکثر طول تا ۵۰ سانتیمتر و تا وزن ۵/۱ کیلو گرم هم دیده می‌شود. پشت سر و پشت ماهی سیاه است، محل انتشار در دریای خزر (دراعماق خزر میانی) می‌باشد.